# Aleksa Buzjaković
Aleksa Buzjaković (Krapina, 1642. – Zagreb, 13. studenog 1706.), hrvatski filozof i teolog.
Nakon gimnazije stupio je u Križevcima u franjevačku Provinciju sv. Ladislava. U inozemstvu je studirao filozofiju i teologiju te nakon toga radio kao profesor filozofije u Zagrebu. Vrhovni starješina Franjevačkog reda Francesco Maria Rhinus proglasio ga je profesorom teologije, a predavao ju je na Bogoslovnoj školi u Zagrebu (1668.), prvoj visokoškolskoj ustanovi s fakultetskom nastavom u kontinentalnoj Hrvatskoj. Vodio je i upravne poslove zagrebačkih klarisa te organizirao u vrijeme kuge njihovo preseljenje u Krapinu; dogradio je zagrebački samostan i uz njega podigao suknaru.
Nastojao je slavonske, od Turaka oslobođene krajeve, pripojiti Provinciji sv. Ladislava, no Generalni kapitul odlučio se za Provinciju Bosnu Srebrenu i otad postoji njena nazočnost u Slavoniji. Prema njegovoj želji, počinju se sastavljati prve školske uredbe, pa je Provincija Sv. Ladislava na prijelazu u 18. stoljeće potpuno sagradila svoje visokoškolske ustanove, uvrstivši ih među najviše zavode u Franjevačkom redu.
Prigodom reorganizacije samostanske organizacije u Prekosavlju. 16. lipnja 1700. prigodom generalnog kapitula u Rimu potpisao je s provincijalom Bosne Srebrene Franjom Travničaninom dogovor o samostanima u Prekosaviju, prema kojem su samostani u Hrastovici, Kaniži, Pečuhu, Segedinu, Sigetu, Šiklošu i Virovitici pripali redodržavi sv. Ladislava.